# Epitheronia baltazarae
Epitheronia baltazarae là một loài tò vò trong họ Ichneumonidae.